# 腾龙 150-500mm F5-6.7 Di III VC VXD
腾龙 Tamron 150-500mm F5-6.7 Di III VC VXD (A057)是腾龙公司设计和生产的超远摄变焦镜头，提供索尼E卡口版本，像场能够覆盖全画幅，在APS-C相机上使用时获得225-750mm的等效焦距。该镜头于2021年4月22日公布，6月10日开售。

## 获奖
- EISA 2021–2022年最佳产品：远摄变焦镜头[3]
- TIPA 2022年最佳全画幅超远摄变焦镜头[4]